# Ausonia (azienda)
L'Ausonia, in precedenza denominata SIVE, è stata una casa automobilistica italiana, attiva dal 1899 al 1906.

## Storia
L'azienda venne fondata a Milano dall'ingegnere Gino Turinelli come SIVE, acronimo di Società Italiana Vetture Elettriche, con l'intento di produrre carrozze a propulsione elettrica. Nonostante le piccole dimensioni dell'azienda, nei primi mesi del 1901 già circolavano per le strade milanesi le prime 4 vetture elettriche a 6 posti, destinate al pubblico servizio.
Le nuove automobili sollevarono un comprensibile interesse nella cittadinanza, tanto che Turinelli, nel 1902 ricevette la vantaggiosa proposta di entrare in società con le  "Officine Sesto San Giovanni, che gli consentiva di trasferire la sede produttiva nell'opificio di sestese e trasformare il laboratorio di via Spontini 5 nel reparto vendite e assistenza della nuova marca, la cui denominazione venne stabilita in "Ausonia".
Anche per le Officine Sesto San Giovanni l'occasione era ottima per differenziare la produzione di stufe e costruire vetture per la locomozione cittadina, in particolare automobili e omnibus, equipaggiati con un motore elettrico per ognuna delle ruote posteriori, alimentati da batterie ricaricabili o trolley, per sfruttare le reti pubbliche installate per i tram. Gli accumulatori, di tipo "Fulgor", erano stati appositamente studiati per contenerne il peso (che era il maggiore ostacolo alla produzione di auto elettriche) e per resistere meglio a urti e sollecitazioni. Questo tipo di accumulatore rese poi possibile utilizzare telai in tubi d'acciaio, assai meno ingombranti e più leggeri, valendo alla Ausonia la fama per la relativa leggerezza delle sue vetture.
Il primo automezzo prodotto fu un piccolo omnibus in configurazione wagonette, con cabina chiusa da otto posti per i passeggeri, oltre a due posti esterni per il personale d'opera. Il veicolo era pensato per i grandi alberghi, in particolar modo i Grand Hotel di Milano, che potevano così offrire ai clienti il comodo servizio di collegamento tra l'albergo e le stazioni ferroviarie della città.
Ben presto, sullo stesso chassis vennero realizzate anche carrozzerie di tipo coupé de ville e landaulet a quattro posti coperti e due scoperti, oltre a un più leggero cabriolet di tipo Victoria. Proprio il modello Victoria (la cui carrozzeria era peraltro facilmente intercambiabile con una di tipo Brougham) era particolarmente lussuoso e accessoriato, con illuminazione elettrica notturna, scaldapiedi elettrico, portaombrelli, porta-bastoni, angolo toelette. Il telaio, invece, era costituito da tubi d'acciaio leggeri; il veicolo aveva a disposizione cinque differenti velocità di marcia in avanti e due a marcia indietro, con un'autonomia massima di 50 km.
Tra i vari modelli prodotti, nel 1905 vi erano anche un Phaéton, con autonomia di 120 km senza ricarica e una velocità di 30 km/h, un doppio Phaéton con un'autonomia compresa tra i 100 e i 150 km (a seconda della configurazione delle batterie: cassa di accumulatori sotto il telaio, oppure due batterie singole sotto i sedili) e una velocità di 25 km/h, e un omnibus da 12 posti in servizio sulla linea Pescara-Castellammare Adriatico, con un'autonomia (a pieno carico) di 50 km e una velocità di 20 km/h. Degno di nota anche il "furgone Ausonia" che, con una batteria da 600 kg e una portata massima di 5 tonnellate, aveva un'autonomia di 40 km.
Per permettere consumi minimi e massima economicità, gli organismi meccanici erano dotati di "speciali giuochi a sfere o a rulli e di giunti" volti a diminuire l'attrito tra le varie componenti; per garantire invece un pieno isolamento dell'equipaggiamento elettrico, esso era sistemato "su di un telaio in legno".
Dopo l'ingresso nell'azienda madre di Abramo Valsecchi l'attività dell'Ausonia venne chiusa, in quanto ritenuta non sufficientemente remunerativa.